# Stadion Śląski
Stadion Śląski, oficjalnie Superauto.pl Stadion Śląski – wielofunkcyjny stadion, zlokalizowany na terenie Parku Śląskiego w Chorzowie. Obiekt został otwarty 22 lipca 1956 roku i od tej pory jest gospodarzem największych wydarzeń sportowych, muzycznych i rozrywkowych w kraju. W latach 2009-2017 przeszedł gruntowną modernizację, a od sierpnia 2020 roku działa jako Narodowy Stadion Lekkoatletyczny. Jest jednostką budżetową Samorządu Województwa Śląskiego. Obiekt uniwersalny, na którym mogą się odbywać mecze piłkarskie, mityngi lekkoatletyczne, imprezy muzyczne jak i również zawody żużlowe. Od 2012 roku jest drugą największą budowlą sportową w Polsce, a do 2012 roku był największą. Po modernizacji 1 października 2017 roku obiekt otwierał masowy bieg uliczny Silesia Marathon a stadion odwiedziło w tym dniu ponad 110 000 gości. Od sezonu 2023/2024 rozgrywa na nim swoje domowe mecze Ruch Chorzów. Oficjalnie 17 kwietnia 2025 roku Stadion Śląski zyskał pierwszego w historii partnera tytularnego, którym została chorzowska firma motoryzacyjna Superauto.pl. Współpraca pomiędzy Superauto.pl a Stadionem Śląskim została zawarta na okres 3 lat z możliwością przedłużenia. Przez cały czas trwania umowy oficjalna nazwa Stadionu brzmi Superauto.pl Stadion Śląski.

## Historia
Plany budowy dużego obiektu sportowego w polskiej części Górnego Śląska, z widownią na kilkadziesiąt tysięcy osób, powstały już w latach międzywojennych. W 1939 r. gotowy był projekt zlecony przez Adama Kocura – prezydenta Katowic i zarazem przewodniczącego komitetu budowy stadionu. Miał on przypominać Stadion Olimpijski w Berlinie, lecz w wyniku wybuchu II wojny światowej koncepcja upadła. Pod koniec lat 40. XX w. w tzw. „planie sześcioletnim” przewidziano budowę dużego stadionu na 70 000 osób dla jednego ze śląskich klubów piłkarskich, jednak ten pomysł również nie został zrealizowany.
Decyzja o budowie Stadionu Śląskiego na terenie tworzonego wówczas największego parku miejskiego w Europie (Wojewódzkiego Parku Kultury i Wypoczynku) zapadła 20 grudnia 1950 r., podczas posiedzenia Wojewódzkiej Rady Narodowej w Katowicach. Zaprojektował go architekt Julian Brzuchowski, a kierownikiem robót był inż. Wiktor Pade. Prace rozpoczęły się w 1951 r., a ich część wykonywali fachowcy sprowadzeni z Czechosłowacji. Stadion zbudowano z czerwonego i białego piaskowca, granitu oraz betonu. Inwestycja pociągała za sobą duże koszty, dlatego kluby sportowe z okręgu katowickiego wpłaciły do kasy komitetu budowy ponad 100 tysięcy złotych. Szukano kibiców, którzy przy budowie obiektu pracowaliby nieodpłatnie. Społeczeństwo województwa przepracowało łącznie 589 938 roboczogodzin, wartość tej pracy szacuje się na 1 500 000 ówczesnych złotych. Stadion Śląski powstawał równocześnie ze Stadionem Dziesięciolecia w Warszawie.
Obiekt ukończono latem 1956 r. Jego oficjalna inauguracja nastąpiła 22 lipca 1956, w dniu najważniejszego święta narodowego Polski Ludowej – przegranym 0:2 – towarzyskim spotkaniem piłkarskim przeciwko NRD. Pierwszym dyrektorem został Mikołaj Beljung. W 1959 r. założono na nim sztuczne oświetlenie elektryczne (pierwsze w Polsce).
W 1997 r. Polski Związek Piłki Nożnej nadał uchwałą Stadionowi Śląskiemu nazwę „Narodowy”. Ministerstwo Sportu i Turystyki stwierdziło, że PZPN jako stowarzyszenie nie posiada właściwości do nadawania nazw obiektom sportowym (Stadion Narodowy w Warszawie to nazwa zarejestrowana w Urzędzie Patentowym, na rzecz Ministerstwa Sportu i Turystyki).
W 1994 r. rozpoczęła się gruntowna przebudowa obiektu. Pierwszy etap zakończono w 1997 r., a drugi w 2001 r. W październiku 2007 r. zamontowano system podgrzewający płytę boiska oraz wymieniono murawę.

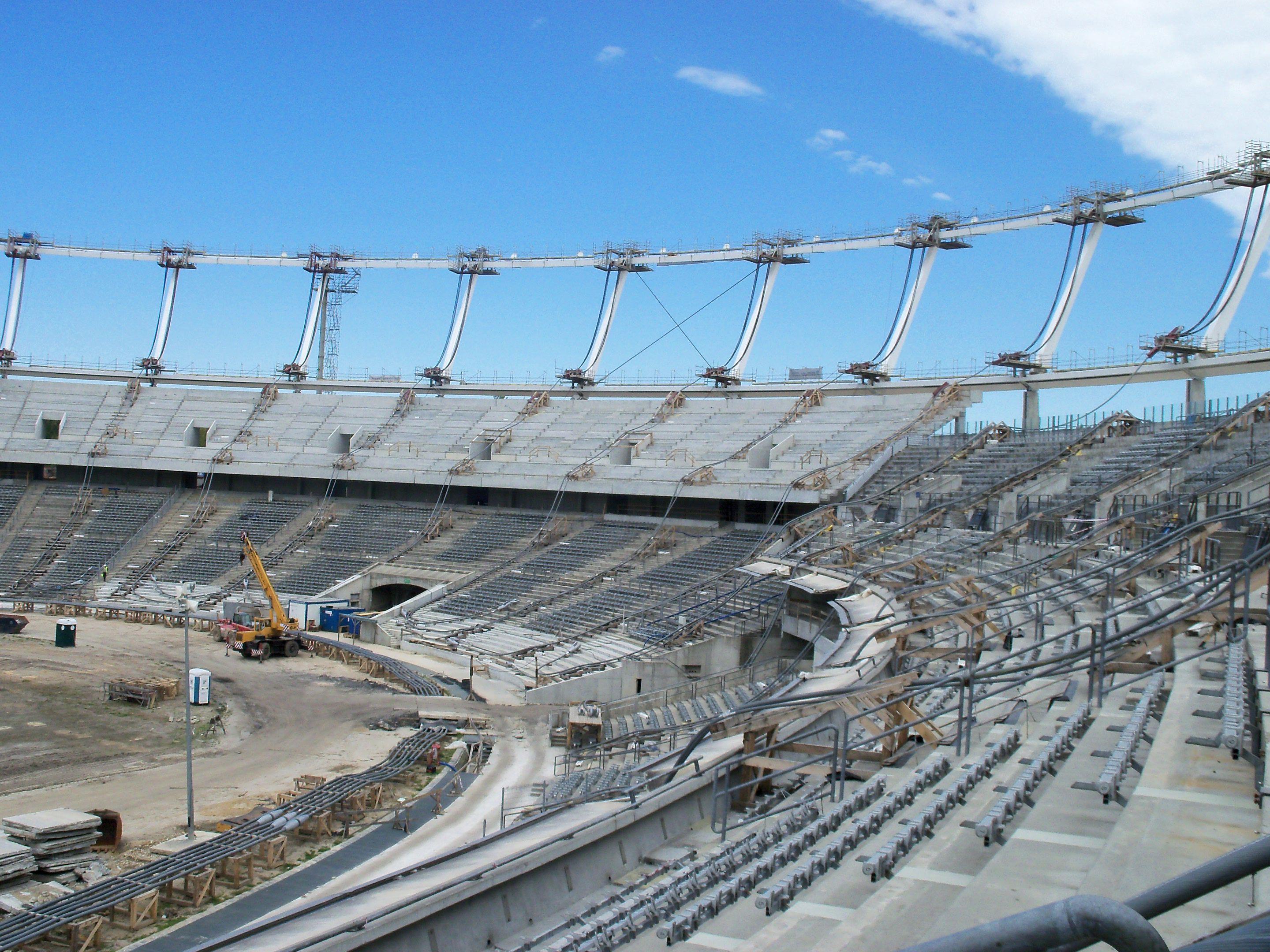
Stadion Śląski w trakcie przebudowy (maj 2011 r.).

Kolejny etap przebudowy rozpoczął się w 2009 roku. Plany kilkukrotnie zmieniano, np. początkowo planowano rozbudować trybuny do ponad 55 tys. miejsc (jest 54 378), a krzesełka miały być białe i czerwone (są niebieskie). Ponadto wybudowano pełne zadaszenie, a tor żużlowy zastąpiła lekkoatletyczna bieżnia. W 2011 pękł jeden z elementów konstrukcyjnych odpowiedzialnych za stabilność ważącego ponad 220 ton poszycia dachu (tzw. krokodyla), co znacznie opóźniło ukończenie inwestycji. Przebudowę zakończono latem 2017, a nowy stadion otwarto 1 października 2017.

## Pierwotna konstrukcja stadionu

### Widownia
Początkowo trybuny stadionu mogły oficjalnie pomieścić 87 000 widzów, jednak regularnie zasiadało na nim od 90 000 do 100 000 kibiców, toteż szybko przylgnęło do niego miano stutysięcznika. Rekord frekwencji – 130 000 osób – padł 2 września 1973, podczas Indywidualnych Mistrzostw Świata na żużlu 1973. Międzynarodowe wymogi bezpieczeństwa wymusiły – z biegiem czasu – stopniowe zmniejszanie jego pojemności.

### Wieża

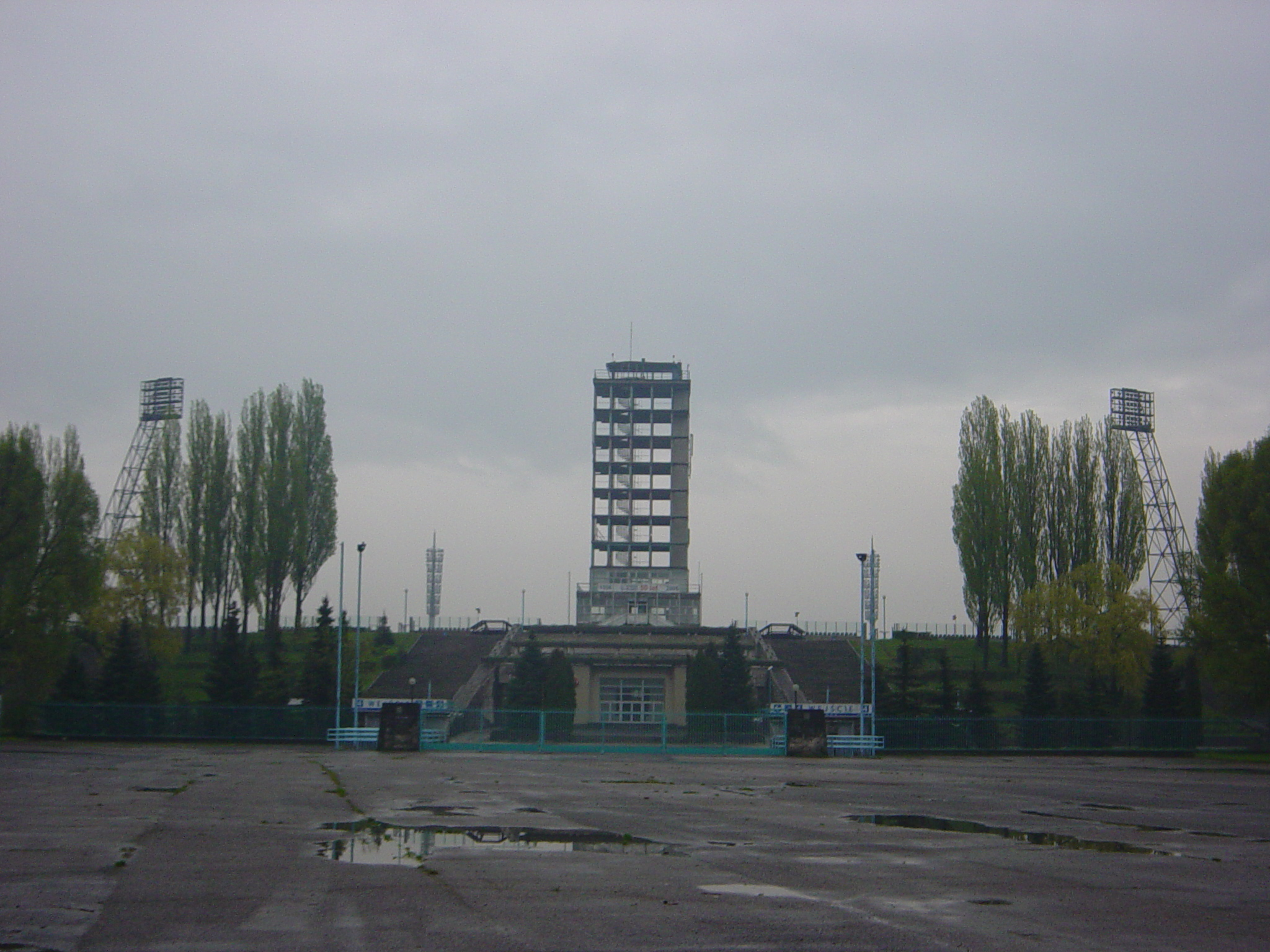
Wieża – były symbol stadionu.

Zlokalizowana w centralnej części stadionu wieża od samego początku była symbolem całego obiektu. Pierwotnie mieściły się w niej biura administracyjne oraz pomieszczenia techniczne, natomiast później nie pełniła żadnej funkcji. W związku z rozpoczęciem kolejnego etapu przebudowy stadionu, we wrześniu 2008 r. wieża została rozebrana.

### Tunel
Wewnątrz stadionu, pod trybunami znajduje się tunel. Jest jednym z legendarnych miejsc w obiekcie. Prowadzi on na murawę boiska. Tędy wychodzą drużyny piłkarskie przed rozpoczęciem meczów. Wielu sportowców wspomina specyficzne wrażenie, jakie miało miejsce podczas wyjścia tędy na mecz. Tunel jest długi i odpowiednio tłumi krzyki widowni oddając odpowiedni klimat. Obecnie tunel jest po liftingu, jest nieco wyższy i krótszy – ma teraz 63 metry długości. W bocznym skrzydle tunelu znajduje się kompleks szatni spełniających europejskie standardy.

## Stadion po przebudowie
W latach 2009–2017 miała miejsce przebudowa obiektu. Główny zakres robót obejmował zadaszenie trybun. W ramach modernizacji stadionu została również zbudowana nowa górna trybuna zachodnia, a na trybunie wschodniej powstały osobne dojścia do strefy VIP.

### Trybuny i loże

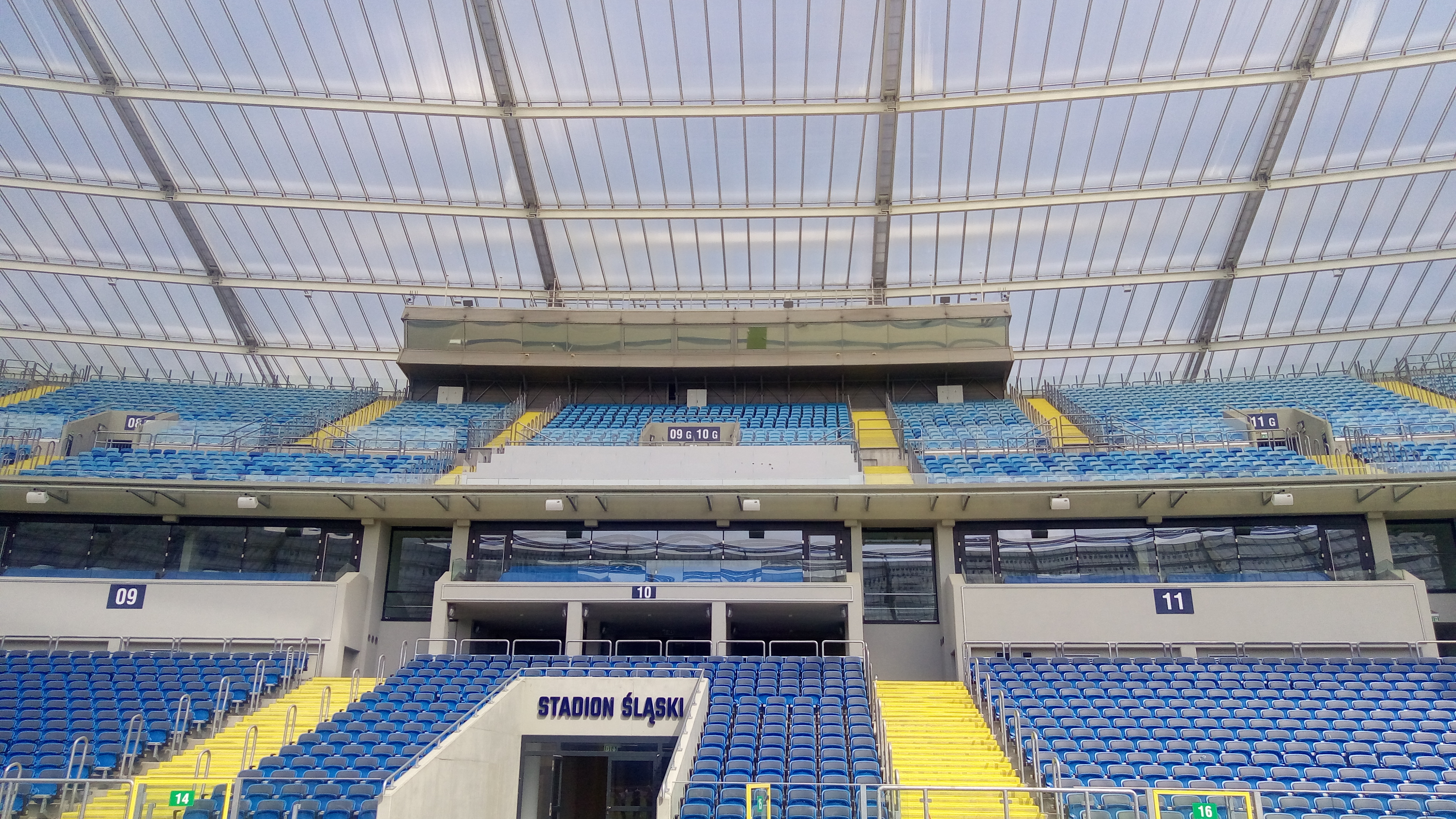
Loża VIP na Stadionie Śląskim, widok z murawy.

Po przebudowie pojemność stadionu została określona na 54 378 miejsc siedzących. Podczas koncertów muzycznych obiekt może pomieścić ok. 85 000 osób. Stadion posiada także 106 miejsc przeznaczonych dla osób niepełnosprawnych, 1 777 miejsc biznesowych, do 842 miejsc dla mediów, a także 25 lóż VIP z miejscami dla 384 osób.
Szerokość rzędu na widowni wynosi 85 centymetrów. Początkowa koncepcja architekta stadionu zakładała zamontowanie czerwonych krzesełek, jednak 7 lutego 2011 zarząd województwa podjął decyzję o zmianie ich koloru na żółto-niebieskie, czyli barwy Górnego Śląska.

### Zadaszenie
Po przebudowie stadion posiada półprzezroczyste zadaszenie ze sztucznego tworzywa, zaprojektowane przez GMP z Akwizgranu. Nawiązuje do przemysłowych konstrukcji, jakich nie brak na Górnym Śląsku. Jego powierzchnia wynosi 43 tys. m², co czyni je największym zadaszeniem w Europie.

### Centrum konferencyjno-biznesowe
Stadion posiada także przestronne hol oraz foyer, dające możliwość zaaranżowania tej przestrzeni na targi, recepcję dla gości, miejsce na poczęstunek czy strefę spotkań. W wynajmowanych przestrzeniach istnieje możliwość zorganizowania bankietu dla 1500 osób. Liczba miejsc parkingowych dla gości stadionu to 650.

Od 2021 r. na Stadionie działa ponadto nowoczesne Centrum Konferencyjne z w pełni wyposażonymi salami modułowymi.
| Stadion Śląski po przebudowie. |

## Ośrodek
Cały kompleks Stadionu Śląskiego zajmuje powierzchnię 21,34 ha. Oprócz głównego stadionu obejmuje on również boczne boisko treningowe ze sztuczną nawierzchnią, oświetleniem oraz zadaszoną trybuną na 300 miejsc siedzących, które 3 czerwca 2005 – jako pierwsze w kraju – otrzymało z rąk prezydenta FIFA Seppa Blattera międzynarodowy certyfikat FIFA. Znajduje się tu również: drugie boisko treningowe z naturalną trawą, widownią na 100 osób i oświetleniem, boiska do gry w koszykówkę i piłkę ręczną, korty tenisowe, siłownia, szereg wielofunkcyjnych sal (w tym sala konferencyjna na 500 osób).

## Piłka nożna

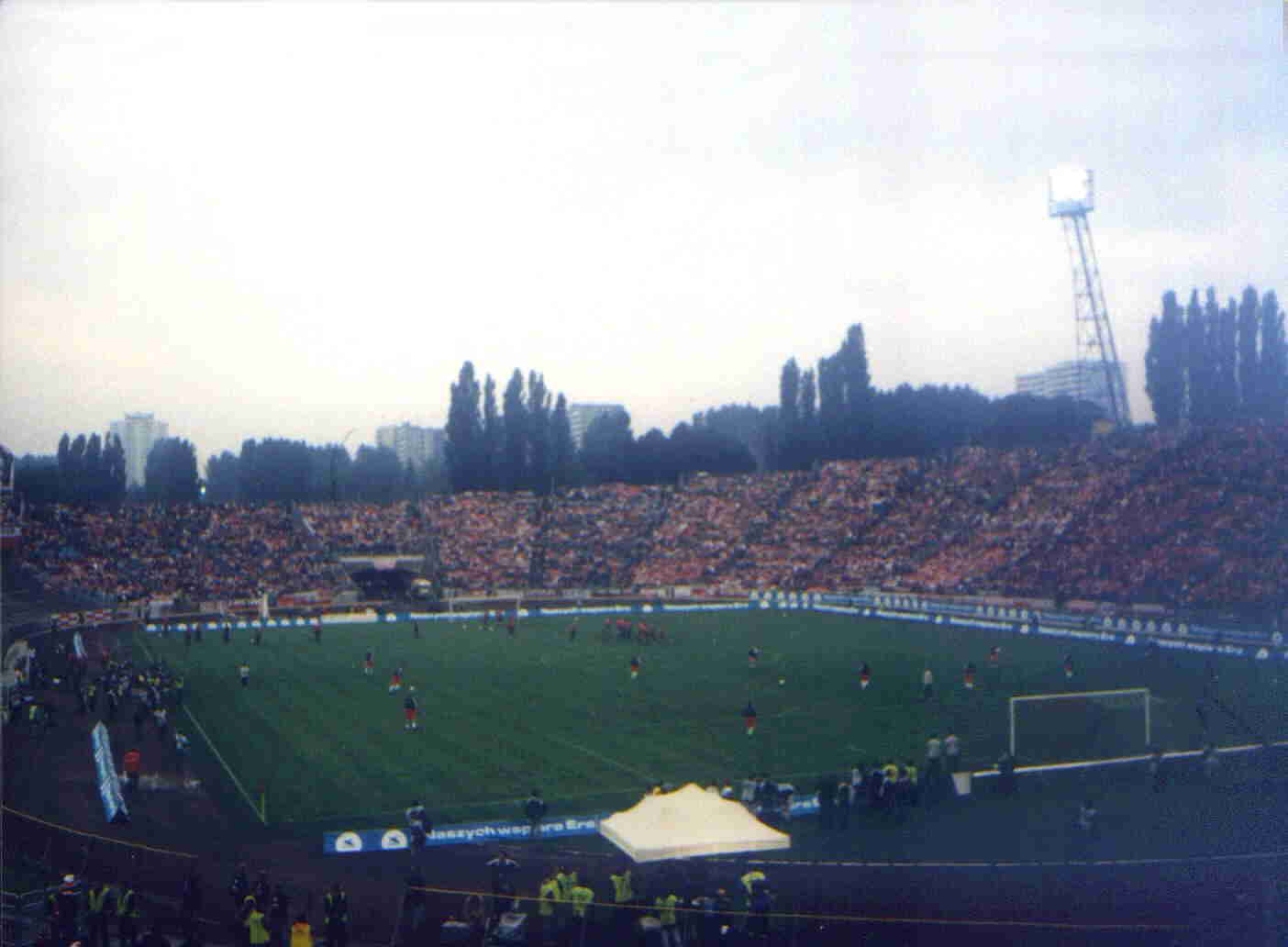
Mecz reprezentacji Polski z Norwegią (1 września 2001).

### Mecze reprezentacji Polski
Piłkarska reprezentacja Polski rozgrywa na nim swe najważniejsze mecze już od 1957 r. (eliminacyjne spotkanie Mistrzostw Świata 1958 przeciwko ZSRR). Wiele z nich przeszło do legendy zarówno rodzimego, jak i światowego futbolu. „Biało-czerwoni pokonywali tutaj takie potęgi, jak: ZSRR, Anglia, Holandia, Włochy, czy Portugalia. To właśnie dzień po – wygranym 2:0 – spotkaniu przeciw „Synom Albionu” w ramach kwalifikacji do Mistrzostw Świata 1974 (6 czerwca 1973), brytyjskie media nadały mu przydomek „Kocioł Czarownic”. Polacy czterokrotnie pieczętowali na nim awans do mundiali: w 1977, 1985, 2001 i 2022, a raz do mistrzostw Europy w 2008. Do tej pory na Stadionie Śląskim odbyło się 61 oficjalnych meczów polskiej kadry narodowej. Najwięcej goli dla reprezentacji strzelił na stadionie Włodzimerz Lubański (11).
| Lp. | Data                 | Mecz                       | Wynik | Widzów  |
| --- | -------------------- | -------------------------- | ----- | ------- |
| 1.  | 22 lipca 1956        | Polska – NRD               | 0:2   | 90 000  |
| 2.  | 20 października 1957 | Polska – ZSRR              | 2:1   | 93 000  |
| 3.  | 11 maja 1958         | Polska – Irlandia          | 2:2   | 80 000  |
| 4.  | 14 września 1958     | Polska – Węgry             | 1:3   | 90 000  |
| 5.  | 28 czerwca 1959      | Polska – Hiszpania         | 2:4   | 71 469  |
| 6.  | 8 listopada 1959     | Polska – Finlandia         | 6:2   | 22 000  |
| 7.  | 26 czerwca 1960      | Polska – Bułgaria          | 4:0   | 25 000  |
| 8.  | 25 czerwca 1961      | Polska – Jugosławia        | 1:1   | 57 000  |
| 9.  | 5 listopada 1961     | Polska – Dania             | 5:0   | 10 000  |
| 10. | 10 października 1962 | Polska – Irlandia Północna | 0:2   | 31 500  |
| 11. | 2 czerwca 1963       | Polska – Rumunia           | 1:1   | 40 000  |
| 12. | 23 maja 1965         | Polska – Szkocja           | 1:1   | 67 462  |
| 13. | 3 maja 1966          | Polska – Węgry             | 1:1   | 95 000  |
| 14. | 5 lipca 1966         | Polska – Anglia            | 0:1   | 93 000  |
| 15. | 21 maja 1967         | Polska – Belgia            | 3:1   | 65 000  |
| 16. | 24 kwietnia 1968     | Polska – Turcja            | 8:0   | 17 000  |
| 17. | 30 października 1968 | Polska – Irlandia          | 1:0   | 18 000  |
| 18. | 7 września 1969      | Polska – Holandia          | 2:1   | 100 000 |
| 19. | 14 października 1970 | Polska – Albania           | 3:0   | 8 507   |
| 20. | 6 czerwca 1973       | Polska – Anglia            | 2:0   | 73 714  |
| 21. | 26 września 1973     | Polska – Walia             | 3:0   | 70 181  |
| 22. | 10 września 1975     | Polska – Holandia          | 4:1   | 77 000  |
| 23. | 24 marca 1976        | Polska – Argentyna         | 1:2   | 60 000  |
| 24. | 21 września 1977     | Polska – Dania             | 4:1   | 92 500  |
| 25. | 29 września 1977     | Polska – Portugalia        | 1:1   | 80 000  |
| 26. | 4 kwietnia 1979      | Polska – Węgry             | 1:1   | 80 000  |
| 27. | 2 maja 1979          | Polska – Holandia          | 2:0   | 100 000 |
| 28. | 26 września 1979     | Polska – NRD               | 1:1   | 70 000  |
| 29. | 6 czerwca 1980       | Polska – Czechosłowacja    | 1:1   | 45 000  |
| 30. | 2 maja 1981          | Polska – NRD               | 1:0   | 74 000  |
| 31. | 2 września 1981      | Polska – RFN               | 0:2   | 70 000  |
| 32. | 22 maja 1983         | Polska – ZSRR              | 1:1   | 75 000  |
| 33. | 11 września 1985     | Polska – Belgia            | 0:0   | 70 000  |
| 34. | 16 listopada 1985    | Polska – Włochy            | 1:0   | 10 000  |
| 35. | 19 października 1988 | Polska – Albania           | 1:0   | 30 000  |
| 36. | 11 października 1989 | Polska – Anglia            | 0:0   | 32 423  |
| 37. | 25 października 1989 | Polska – Szwecja           | 0:2   | 12 000  |
| 38. | 29 maja 1993         | Polska – Anglia            | 1:1   | 65 000  |
| 39. | 2 kwietnia 1997      | Polska – Włochy            | 0:0   | 32 000  |
| 40. | 31 maja 1997         | Polska – Anglia            | 0:2   | 32 000  |
| 41. | 27 maja 1998         | Polska – Rosja             | 3:1   | 8 000   |
| 42. | 31 marca 1999        | Polska – Szwecja           | 0:1   | 28 000  |
| 43. | 1 września 2001      | Polska – Norwegia          | 3:0   | 42 500  |
| 44. | 6 października 2001  | Polska – Ukraina           | 1:1   | 20 900  |
| 45. | 29 marca 2003        | Polska – Węgry             | 0:0   | 48 000  |
| 46. | 10 września 2003     | Polska – Szwecja           | 0:2   | 20 000  |
| 47. | 8 września 2004      | Polska – Anglia            | 1:2   | 45 000  |
| 48. | 3 września 2005      | Polska – Austria           | 3:2   | 40 000  |
| 49. | 31 maja 2006         | Polska – Kolumbia          | 1:2   | 40 000  |
| 50. | 11 października 2006 | Polska – Portugalia        | 2:1   | 44 000  |
| 51. | 17 listopada 2007    | Polska – Belgia            | 2:0   | 47 000  |
| 52. | 1 czerwca 2008       | Polska – Dania             | 1:1   | 40 000  |
| 53. | 11 października 2008 | Polska – Czechy            | 2:1   | 38 293  |
| 54. | 5 września 2009      | Polska – Irlandia Północna | 1:1   | 38 914  |
| 55. | 14 października 2009 | Polska – Słowacja          | 0:1   | 5 000   |
| 56. | 27 marca 2018        | Polska – Korea Południowa  | 3:2   | 53 129  |
| 57. | 11 października 2018 | Polska – Portugalia        | 2:3   | 48 783  |
| 58. | 14 października 2018 | Polska – Włochy            | 0:1   | 41 692  |
| 59. | 11 listopada 2020    | Polska – Ukraina           | 2:0   | 0       |
| 60. | 18 listopada 2020    | Polska – Holandia          | 1:2   | 0       |
| 61. | 29 marca 2022        | Polska – Szwecja           | 2:0   | 54 078  |
| 62. | 6 czerwca 2025       | Polska – Mołdawia          | 2:0   | 36 357  |

#### Strzelcy największej liczby goli dla reprezentacji
| Lp. | Piłkarz              | Liczba goli |
| --- | -------------------- | ----------- |
| 1.  | Włodzimierz Lubański | 11          |
| 2.  | Ernest Pohl          | 7           |
| 3.  | Euzebiusz Smolarek   | 5           |
| 4.  | Eugeniusz Faber      | 4           |
| 4.  | Robert Gadocha       | 4           |
| 4.  | Grzegorz Lato        | 4           |
| 5.  | Gerard Cieślik       | 3           |
| 5.  | Stanisław Hachorek   | 3           |
| 5.  | Andrzej Szarmach     | 3           |

### Inne mecze międzypaństwowe
W październiku 2017 r. Stadion Śląski był jedną z aren turnieju eliminacyjnego I rundy (grupy 2) do mistrzostw Europy U-19 w 2018.
| Lp. | Data                 | Mecz                                   | Wynik | Widzów |
| --- | -------------------- | -------------------------------------- | ----- | ------ |
| 1.  | 7 października 2017  | Polska U-19 – Białoruś U-19            | 3:0   | 29 316 |
| 2.  | 10 października 2017 | Białoruś U-19 – Irlandia Północna U-19 | 0:0   | 1 121  |

### Mecze europejskich pucharów
Stadion Śląski wykorzystywany jest również przez kluby piłkarskie z Górnośląskiego Okręgu Przemysłowego do rozgrywania ważnych meczów międzynarodowych (głównie w europejskich pucharach). Przy tej okazji rolę gospodarza pełniły tutaj: Górnik Zabrze, GKS Katowice, Ruch Chorzów, Polonia Bytom i GKS Tychy.
| Nr  | Rozgrywki | Data                 | Kluby                                    | Wynik | Widzów  |
| --- | --------- | -------------------- | ---------------------------------------- | ----- | ------- |
| 1.  | PEMK      | 13 września 1961     | Górnik Zabrze – Tottenham Hotspur        | 4:2   | 55 000  |
| 2.  | PEMK      | 12 września 1962     | Polonia Bytom – Panathinaikos AO         | 2:1   | 20 000  |
| 3.  | PEMK      | 18 listopada 1962    | Polonia Bytom – Galatasaray SK           | 1:0   | 8 462   |
| 4.  | PEMK      | 18 września 1963     | Górnik Zabrze – Austria Wiedeń           | 1:0   | 89 089  |
| 5.  | PEMK      | 13 listopada 1963    | Górnik Zabrze – Dukla Praga              | 2:0   | 76 404  |
| 6.  | PEMK      | 20 września 1964     | Górnik Zabrze – Dukla Praga              | 3:0   | 77 379  |
| 7.  | PEMK      | 22 września 1965     | Górnik Zabrze – LASK Linz                | 2:1   | 38 887  |
| 8.  | PEMK      | 28 listopada 1965    | Górnik Zabrze – Sparta Praga             | 1:2   | 46 609  |
| 9.  | PEMK      | 20 września 1967     | Górnik Zabrze – Djurgårdens IF Sztokholm | 3:0   | 35 665  |
| 10. | PEMK      | 9 listopada 1967     | Górnik Zabrze – Dynamo Kijów             | 1:1   | 71 145  |
| 11. | PEMK      | 13 marca 1968        | Górnik Zabrze – Manchester United        | 1:0   | 77 649  |
| 12. | PZP       | 1 października 1969  | Górnik Zabrze – Olympiakos SFP           | 5:0   | 30 000  |
| 13. | PZP       | 12 listopada 1969    | Górnik Zabrze – Glasgow Rangers          | 3:1   | 80 000  |
| 14. | PZP       | 18 marca 1970        | Górnik Zabrze – Lewski Spartak Sofia     | 2:1   | 100 000 |
| 15. | PZP       | 15 kwietnia 1970     | Górnik Zabrze – AS Roma                  | 2:2   | 90 000  |
| 16. | PMT       | 16 września 1970     | GKS Katowice – FC Barcelona              | 0:1   | 85 000  |
| 17. | PMT       | 16 września 1970     | Ruch Chorzów – ACF Fiorentina            | 1:1   | 85 000  |
| 18. | PZP       | 9 listopada 1971     | Górnik Zabrze – Manchester City          | 2:0   | 90 000  |
| 19. | PEMK      | 29 września 1971     | Górnik Zabrze – Olympique Marsylia       | 1:1   | 48 617  |
| 20. | PEMK      | 8 listopada 1972     | Górnik Zabrze – Dynamo Kijów             | 2:1   | 70 000  |
| 21. | PUEFA     | 29 września 1976     | GKS Tychy – 1. FC Köln                   | 1:1   | 35 000  |
| 22. | PEMK      | 18 września 1985     | Górnik Zabrze – Bayern Monachium         | 1:2   | 60 000  |
| 23. | PZP       | 2 października 1986  | GKS Katowice – Fram                      | 1:0   | 20 000  |
| 24. | PZP       | 22 października 1986 | GKS Katowice – FC Sion                   | 2:2   | 10 000  |
| 25. | PUEFA     | 5 października 1988  | GKS Katowice – Rangers                   | 2:4   | 35 000  |
| 26. | PEMK      | 26 października 1988 | Górnik Zabrze – Real Madryt              | 0:1   | 62 500  |
| 27. | PEMK      | 13 września 1989     | Ruch Chorzów – Sredec Sofia              | 1:1   | 6 390   |
| 28. | PUEFA     | 14 września 2000     | Ruch Chorzów – Inter Mediolan            | 0:3   | 13 000  |

### Finały Pucharu Polski

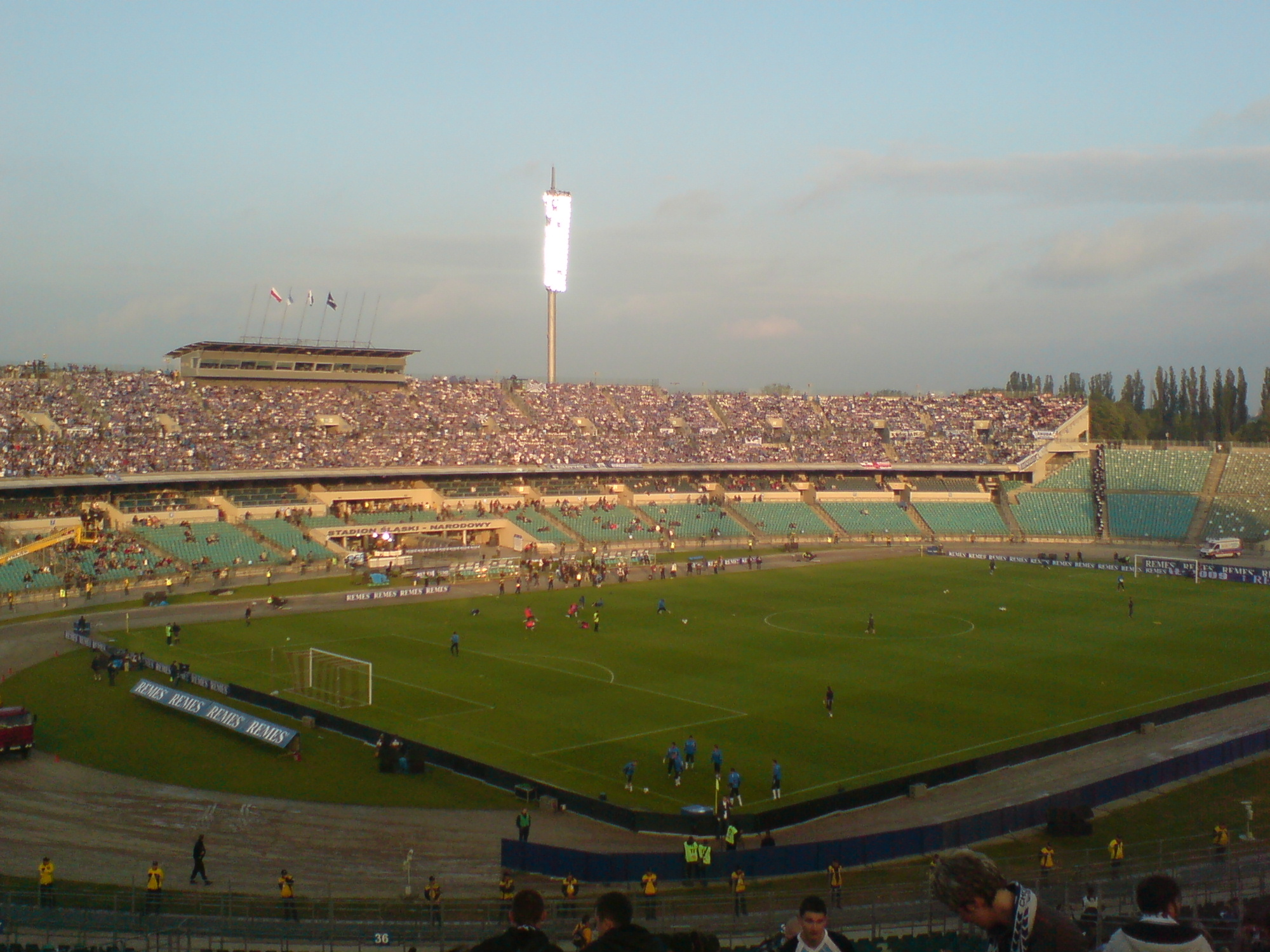
Finał Pucharu Polski 2009.

| Nr  | Rozgrywki | Data            | Kluby                              | Wynik        | Widzów |
| --- | --------- | --------------- | ---------------------------------- | ------------ | ------ |
| 1.  | 1961/1962 | 22 lipca 1962   | Zagłębie Sosnowiec – Górnik Zabrze | 2:1          | 25 000 |
| 2.  | 1962/1963 | 1 maja 1963     | Zagłębie Sosnowiec – Ruch Chorzów  | 2:0          | 70 000 |
| 3.  | 1967/1968 | 26 czerwca 1968 | Górnik Zabrze – Ruch Chorzów       | 3:0          | 6 000  |
| 4.  | 1969/1970 | 5 sierpnia 1970 | Górnik Zabrze – Ruch Chorzów       | 3:1          | 50 000 |
| 5.  | 1970/1971 | 27 czerwca 1971 | Górnik Zabrze – Zagłębie Sosnowiec | 3:1          | 3 000  |
| 6.  | 1976/1977 | 21 lipca 1977   | Zagłębie Sosnowiec – Polonia Bytom | 1:0          | 30 000 |
| 7.  | 1977/1978 | 6 maja 1978     | Zagłębie Sosnowiec – Piast Gliwice | 2:0          | 5 000  |
| 8.  | 1985/1986 | 1 maja 1986     | GKS Katowice – Górnik Zabrze       | 4:1          | 55 000 |
| 9.  | 1992/1993 | 23 czerwca 1993 | GKS Katowice – Ruch II Chorzów     | 1:1 (k. 5:4) | 10 000 |
| 10. | 2008/2009 | 19 maja 2009    | Lech Poznań – Ruch Chorzów         | 1:0          | 25 000 |

### Pozostałe mecze
22 lipca 1974 na Stadionie Śląskim odbył się mecz reprezentacji Śląska przeciwko Tanzanii, wygrany przez Ślązaków 7:2. Dodatkowo od połowy lat 50. do końca lat 80. odbyło się tutaj wiele prestiżowych spotkań ligowych (m.in. derby Górnego Śląska). W marcu 2008 r. mecze rozgrywali tu Ruch Chorzów i Polonia Bytom z racji niedopuszczenia ich obiektów do rozgrywek w tym okresie.

### Inne wydarzenia piłkarskie
17 czerwca 2018 na płycie głównej odbył się Wielki Finał Śląskiej Ligi Młodych Talentów

## Żużel
Od 8 czerwca 1972 murawę boiska Stadionu Śląskiego okalał pełnowymiarowy tor żużlowy. Najważniejszymi zawodami w tej dyscyplinie rozgrywanymi na nim były żużlowe mistrzostwa świata: indywidualne (4 krotnie: 1973, 1976, 1979 i 1986, par (2-krotnie: 1978 i 1981) i drużynowe (1-krotnie: 1974). Dwa razy odbyły się tutaj zawody Grand Prix Europy. Ich organizatorem była bydgoska Polonia, która jednocześnie organizowała na swoim stadionie w Bydgoszczy Grand Prix Polski. Stadion Śląski był wówczas największym obiektem żużlowym globu. 1 września 2018 odbył się mecz Polska - Reszta Świata, który oglądało 16 871 widzów, a 15 września - finałowa runda Indywidualnych Mistrzostw Europy 2018, która zgromadziła 31 626 kibiców.

## Lekkoatletyka
W 1967 r. obiekt gościł mistrzostwa Polski seniorów. W 1969 r. odbył się tutaj mecz lekkoatletyczny Polska – NRD – Związek Radziecki, podczas którego reprezentująca ZSRR Nadieżda Cziżowa jako pierwsza w historii kobieta pchnęła kulą ponad 20 metrów ustanawiając wynikiem 20,09 rekord świata. Na początku 2010 pojawiła się idea zorganizowana na Stadionie Śląskim mistrzostw świata w 2015 roku jednak w czerwcu tego samego roku Chorzów odpadł z walki o organizację zawodów. Istniała koncepcja aby zgłosić miasto i stadion do goszczenia mistrzostw Starego Kontynentu w 2016 roku. 1 października 2017 Stadion Śląskim odbył się Silesia Marathon - jedyne wydarzenie lekkoatletyczne rozgrywane bez przerwy do dnia dzisiejszego. 8 czerwca 2018 odbył się 64. Orlen Memoriał Janusza Kusocińskiego, który zgromadził 20 862 kibiców i od tej pory co roku odbywa się w tym miejscu. W dniach 9-12 czerwca 2018 na stadionie zorganizowane zostały XI Ogólnopolskie Letnie Igrzyska Olimpiad Specjalnych. W dniach 27-29 lipca 2018 Stadion Śląski gościł Ogólnopolską Olimpiadę Młodzieży. 22 sierpnia 2018 odbył się Memoriał Kamili Skolimowskiej. Wydarzenie zgromadziło rekordową widownię - 41 200 kibiców i od tej pory jest już organizowane na Stadionie Śląskim, a od 2022 r. odbywa się w ramach cyklu Diamentowej Ligi. 30 maja 2021 poinformowano, że w 2028 r. na stadionie odbędą się lekkoatletyczne mistrzostwa Europy. Wcześniej Stadion Śląski był już gospodarzem Mistrzostw Świata w Sztafetach (2021 r.) i dwukrotnie Drużynowych Mistrzostw Europy w Lekkoatletyce (2021 i 2023 r.).

## Imprezy muzyczne
Na Stadionie Śląskim odbywają się ponadto koncerty muzyczne (wówczas obiekt ten jest w stanie pomieścić nawet 85 000 fanów muzyki). Gościły już na nim m.in.: Iron Maiden, The Rolling Stones, AC/DC, Metallica, U2, Nightwish, czy Slipknot. W czerwcu 2007 r. swoje koncerty zagrali tutaj: Linkin Park, Pearl Jam i Genesis, 3 lipca 2007 wystąpili pierwszy raz w Polsce Red Hot Chili Peppers. W 2008 r. zagrała Metallica, Machine Head oraz The Police. W sierpniu 2009 r. ostatni przed rozbudową obiektu koncert dała grupa U2. 9 lipca 2018 na nowym Śląskim zagrali Guns N’ Roses. 24 lipca 2019 odbył się koncert Rammstein. Zespół wrócił na Stadion Śląski w 2023 roku, dając w tym miejscu dwa koncerty. 
15 sierpnia 2023 roku na Stadionie Śląskim zaśpiewała sanah, rozpoczynając swoją trasę koncertową „Uczta nad ucztami”. Stała się pierwszą polską piosenkarką, która zagrała koncert solowy na stadionie. Obecnych na koncercie było ponad 50 tys. osób.  
26 sierpnia 2023 roku na Stadionie Śląskim wystąpił Andrea Bocelli. Był to największy na tamten moment biletowany występ włoskiego tenora w Polsce i pierwszy koncert muzyki klasycznej w tym miejscu.  
22 oraz 23 czerwca 2024 roku na Stadionie Śląskim po raz drugi (pierwszy koncert był w 2022 roku) zaśpiewał Dawid Podsiadło, zamykając swoją stadionową trasę koncertową 360°. Na każdym z koncertów było obecne około 100 tys. osób
Wykaz imprez muzycznych zorganizowanych na Stadionie Śląskim:
| Data             | Wykonawcy                                                                 | Nazwa koncertu / Trasa koncertowa  | Sprzedane bilety | Przychód    | Dodatkowe informacje                                      |
| ---------------- | ------------------------------------------------------------------------- | ---------------------------------- | ---------------- | ----------- | --------------------------------------------------------- |
| 13 sierpnia 1991 | AC/DC Metallica Queensrÿche                                               | Monsters of rock 1991              |                  |             |                                                           |
| 14 sierpnia 1998 | The Rolling Stones                                                        | Bridges to Babylon Tour            | 44 598/44 598    | $ 1 440 020 |                                                           |
| 4 maja 2002      | Lady Pank                                                                 | 20 Lat                             |                  |             |                                                           |
| 31 maja 2004     | Metallica                                                                 | Madly in Anger with the World tour |                  |             |                                                           |
| 29 maja 2005     | Behemoth Dragon Force Frontside Iron Maiden Kreator Nightwish Primal Fear | Mystic Festival 2005               |                  |             |                                                           |
| 5 lipca 2005     | U2                                                                        | Vertigo Tour                       | 64 711/64 711    | $ 3 127 416 |                                                           |
| 21 kwietnia 2006 | Lady Pank                                                                 |                                    |                  |             |                                                           |
| 13 czerwca 2007  | Pearl Jam                                                                 | 2007 European Tour                 |                  |             |                                                           |
| 21 czerwca 2007  | Genesis                                                                   | Turn in on Again!                  | 33 088/45 000    | $ 1 462 965 |                                                           |
| 3 lipca 2007     | Red Hot Chilli Peppers                                                    | Stadium Arcadium                   |                  |             |                                                           |
| 28 maja 2008     | Metallica                                                                 | European Vacation Tour             |                  |             |                                                           |
| 26 czerwca 2008  | The Police                                                                | Reunion Tour                       | 47 693/47 693    | $ 3 137 631 |                                                           |
| 6 sierpnia 2009  | U2                                                                        | U2 360°                            | 75 180/75 180    | $ 6 414 960 | Utwór Where the Streets Have no Name wydany na płycie U22 |
| 9 lipca 2018     | Guns N’ Roses                                                             | Not in this lifetime... Tour       |                  |             | Pierwszy koncert po rozbudowie stadionu                   |
| 24 lipca 2019    | Rammstein                                                                 | Rammstein Stadium Tour             | 53 309/53 309    | $ 5 083 822 |                                                           |
| 25 Czerwca 2022  | Dawid Podsiadło                                                           |                                    |                  |             |                                                           |
| 30 Lipca 2023    | Rammstein                                                                 | Rammstein Stadium Tour             |                  |             |                                                           |
| 31 Lipca 2023    | Rammstein                                                                 | Rammstein Stadium Tour             |                  |             |                                                           |
| 15 sierpnia 2023 | sanah                                                                     | Uczta nad ucztami                  | ponad 50 tys.    |             |                                                           |
| 26 sierpnia 2023 | Andrea Bocelli                                                            |                                    |                  |             |                                                           |
| 22 czerwca 2024  | Dawid Podsiadło                                                           | Trasa Stadionowa 360°              | około 100 tys.   |             |                                                           |
| 23 czerwca 2024  | Dawid Podsiadło                                                           | Trasa Stadionowa 360°              | około 100 tys.   |             |                                                           |
| 31 grudnia 2024  | Sylwester z Dwójką                                                        |                                    |                  |             |                                                           |

## Pozostałe wydarzenia

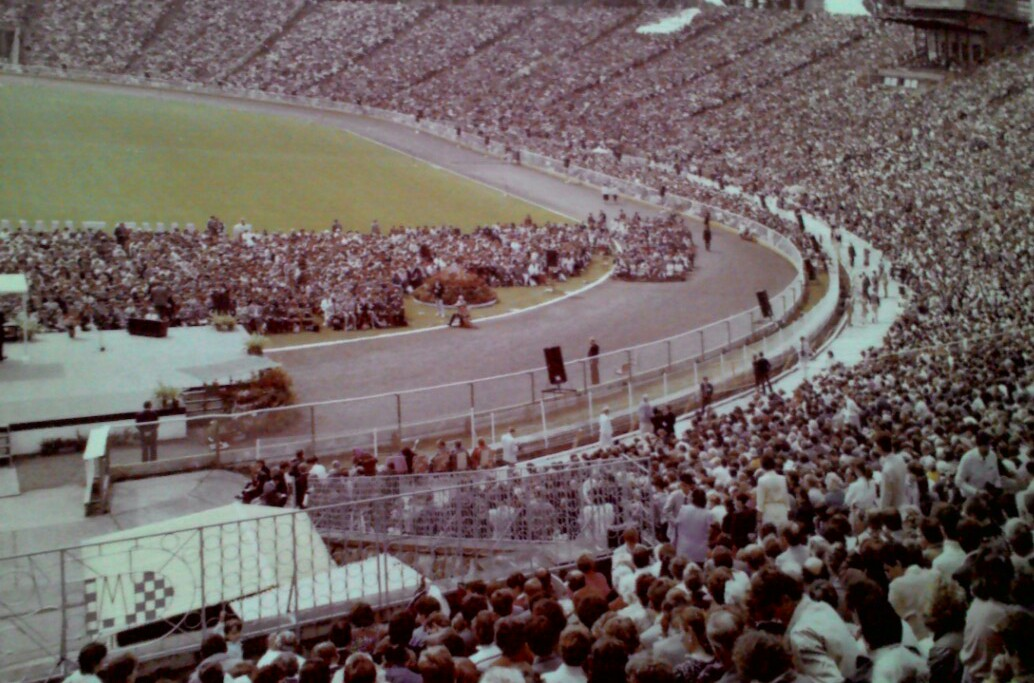
Kongres międzynarodowy Świadków Jehowy (1989 r.).

- Na stadionie odbywały się kongresy Świadków Jehowy, także międzynarodowe. W 1985 r. odbył się pierwszy z nich pod hasłem „Lud zachowujący prawość” (ponad 30 tysięcy obecnych), w 1989 roku kongres pod hasłem „Prawdziwa pobożność” (ponad 65 tysięcy obecnych) i w 2006 r. w dniach od 4 do 6 sierpnia, trzeci międzynarodowy kongres na Stadionie Śląskim pod hasłem „Wyzwolenie jest blisko!” (liczba obecnych wyniosła około 55 tysięcy osób).
- 30 maja 2009 na Stadionie Śląskim odbyły się pierwsze w Polsce i w Europie zawody Monster Jam (dokładnie Orlen Monster Jam 2009).
- 29-30.06.2018 na Stadionie Śląskim oraz w jego okolicach rozgrywany był Rajd Śląska 2018[42].
- 4 sierpnia 2018 na Stadionie Śląskim odbył się „Rodzinny Piknik na Śląskim”, organizowany przez Marszałka Woj. Śląskiego[43].
- 6 sierpnia 2018 Stadion Śląski gościł najlepszych kolarzy świata, którzy z płyty głównej rozpoczęli zmagania w ramach 3 etapu 75. Tour de Pologne 2018[44].
- W dniach 10-12 sierpnia 2018 na stadionie zorganizowany został kongres Świadków Jehowy „Bądź odważny!”[45].
- 5 września 2018 r. na Stadionie odbyła się akcja pod nazwą „Senior na Drodze”[46].
- 22 września 2018 Stadion Śląski gościł wydarzenie Monster Jam, które przyciągnęło na chorzowski obiekt 28 097 widzów[47]
- Od 9 do 11 sierpnia 2019 odbył się kongres regionalny Świadków Jehowy pod hasłem „Miłość nigdy nie zawodzi!”.
- Od 2018 r. (z przerwą w 2020 r.) na Stadionie Śląskim odbywa się sylwestrowa impreza Sylwestrowa Moc Przebojów, organizowana i emitowana przez telewizję Polsat. W 2022 i 2023 impreza odbywała się na polach marsowych (obok Stadionu Śląskiego).
- W 2024 r. na Stadionie Śląskim odbyła się sylwestrowa impreza Sylwester z Dwójką, organizowana i emitowana przez telewizję TVP2

## Klub sportowy
Przy Stadionie Śląskim działa jednosekcyjny klub piłkarski o nazwie Klub Sportowy „Stadion Śląski”, specjalizujący się w szkoleniu młodzieży (szkółka piłkarska). Utworzono go 6 stycznia 1928 pod nazwą KS Stadion Królewska Huta, z sekcjami – piłką nożną, lekkoatletyką, pływaniem i tenisem, a 20 kwietnia 1962 reaktywowano jako Wojewódzki Sportowy Ośrodek Metodyczno-Szkoleniowy Klub Sportowy Stadion Śląski przy Wojewódzkim Parku Kultury i Wypoczynku. Prawa stowarzyszenia klub otrzymał 11 maja 1962. Od samego początku klub ten zajmował się wyłącznie szkoleniem młodzieży (od trampkarzy do juniorów), bowiem planów utworzenia drużyny seniorów – mimo poczynionych starań wspólnie z AKS-em Chorzów – nie udało się nigdy zrealizować. Klub ma barwy zielono-białe. Największym jego sukcesem było czwarte miejsce w mistrzostwach Polski juniorów w Olsztynie. Szkoli blisko 400 młodych piłkarzy. Zajęcia odbywają się 5-7 razy w tygodniu, w 11 grupach podzielonych według kryteriów wiekowych. W 2005 roku zyskał status Organizacji Pożytku Publicznego. Z klubu wywodzą się m.in.: Jerzy Wyrobek, Henryk Wieczorek, Paweł Janduda, Dariusz Fornalak, Robert Mitwerandu, Dariusz Rzeźniczek, Michał Mak, Mateusz Mak, Arkadiusz Szczygieł, Dawid Plizga i Piotr Ćwielong.
| Zawody Orlen Monster Jam (30 maja 2009). |